# Falcon Funds
Falcon Funds SICAV Plc är ett fondbolag på Malta som bland annat erbjudit fonder till premiepensionssparare i Sverige.

## Falcon Funds-bedrägerierna
"Aldrig tidigare har så få stulit så mycket av så många, på så kort tid" /Jerker Asplund, kammaråklagare vid Ekobrottsmyndigheten.
Tre fonder från Falcon Funds, alla av typen blandfonder, gjordes valbara i det svenska premiepensionssystemet 5 augusti 2014. De tre fonderna hade betydligt sämre kursutveckling än den genomsnittliga blandfonden, samtidigt som fonderna anklagats för att ha gjort tvivelaktiga investeringar, och i slutet av 2015 inledde Pensionsmyndigheten därför en granskning av Falcon Funds.
I början av 2016 konstaterade Pensionsmyndigheten att säljare och rådgivningsföretag med koppling till Falcon Funds efter telefonkontakt med pensionsspare tagit sig in på deras konton med hjälp av deras Bank-ID, och genomfört byten till fonder tillhörande Falcon Funds. Detta förfarande, som utgjorde en form av identitetskapning, bedömdes av Pensionsmyndigheten utgöra brottet urkundsförfalskning, och Pensionsmyndigheten stängde därför alla insättningar till fonderna 22 februari 2016 Detta tillvägagångssätt uppmärksammades också i maj 2016 av TV4:s program Kalla fakta i reportaget "Pensionsbluffarna".
Pensionsmyndigheten sade upp samarbetsavtalet med Falcon Funds 15 juni 2016, och avregistrerade samtidigt företagets fonder från det svenska premiepensionssystemet. Det är första gången som Pensionsmyndigheten sagt upp ett avtal med ett fondbolag. Falcon Funds hävdade att man inte gjort sig skyldig till några oegentligheter och överklagade besluten från både 22 februari 2016 och 15 juni 2016, till Förvaltningsdomstolen. I augusti 2016 stämde Falcon Funds Pensionsmyndigheten i tingsrätten. Pensionsmyndigheten svarade med en genstämning mot Falcon funds och krävde direkt återbetalning och skadestånd för kontraktsbrott. Pensionsmyndigheten polisanmälde Falcon till Ekobrottsmyndigheten som gjorde en omfattande utredning och åtalade de inblandade.
I september 2020 publicerade ekonomijournalisten Jens B. Nordström boken Det stora pensionsrånet - miljardsvindeln i Falcon funds som berättar hur ett fåtal personer kunde råna 21.000 pensionssparare på miljarder kronor.

### Rättegång och dom
Rättegången mot de åtalade kom att delas upp i två delar på grund av det stora omfånget i det brottsliga upplägget. 
Del 1: Den 17 april 2020 dömdes fyra personer i Falcon Funds ledning till fängelse vid Stockholms tingsrätt, däribland Max Serwin och Mark Bishop för grovt bedrägeri..
Del 2: Den 3 mars 2021 dömde Stockholms tingsrätt Max Serwin ånyo, nu för grov trolöshet mot huvudman. Tingsrätten konstaterar i sin dom att brottsligheten varit mycket välplanerad, systematisk och avsett stora värden. Med tidigare dom fastställdes fängelsestraffet till 7 år och 6 månader. Samtidigt dömdes medarbetaren Afram Gergeo till fängelse i 5 år och 6 månader för grovt penningtvättsbrott. Enligt den fällande domen slås det fast att båda mjölkat Falcons tre fonder på Pensionsmyndighetens fondtorg, det så kallade PPM-torget. De har förmått fondbolagets företrädare att göra stora investeringar i det så gott som värdelösa e-handelsbolaget Werel. Max Serwin och Afram Gergeo gav sedan flera gånger ut nya aktier i Werel, vilka sedan via diverse finansiella instrument såldes till Falcons fonder för så mycket som 4900 gånger det ursprungliga värdet.
Enligt domen ska Max Serwin även betala tillbaka 185 miljoner kronor. Hittills har dock inte ens en sjättedel av de försvunna pengarna kunnat säkras. Max Serwin tros ha gömt undan tiotals miljoner i bland annat Dubai.